# Avicularia aymara
Avicularia aymara là một loài nhện trong họ Theraphosidae và thuộc chi Avicularia. Loài nhện này có ở Peru.